# Jakobsweg in Alto Adige
La parola tedesca Jakobsweg in Alto Adige (in tedesco Jakobsweg Südtirol) è la variante tirolese del "Cammino di San Giacomo", cui anche questa tratta fa riferimento alla tradizione secolare dei pellegrinaggi a Santiago di Compostela in Spagna.
In parte, per il percorso di questo "cammino", viene utilizzata la ciclabile della Drava (da Prato alla Drava a Dobbiaco, la ciclabile della Pusteria (da Dobbiaco a Fortezza) ed infine la ciclabile che conduce al Brennero.

## Storia del simbolo
Nel passato, un cavaliere scorse sulle rive di Capo Finisterre una nave che portava la salma dell'Apostolo Giacomo da Gerusalemme fino alla Galizia. Il cavaliere non esitò a lanciarsi verso la nave in sella al suo cavallo, ma evidentemente non pensò che non si può cavalcare sull'acqua, e così il cavaliere affondò.
Secondo la leggenda, venne tratto dall'acqua e messo in salvo proprio dallo stesso San Giacomo. Il suo corpo era tutto ricoperto da conchiglie di San Giacomo. E così queste conchiglie divennero un simbolo per i milioni di pellegrini che negli ultimi mille anni si sono recati a Santiago di Compostela sulla tomba dell'Apostolo.

## Il sentiero in Alto Adige
In Alto Adige è presente una tratta del cammino di Santiago di Compostela, che si unisce ad altre tratte dello stesso percorso in Austria. In provincia di Bolzano invece partendo dal confine orientale di Prato alla Drava, nei pressi di San Candido, scende la val Pusteria sino all'incrocio con la val d'Isarco a Novacella. Dove fin dall'antichità è stata meta di pellegrinaggi, e usata come punto di ristoro, soprattutto il suo Castel sant'Angelo (Engelsburg).
Da qui il percorso sale sino al Brennero, passando per Vipiteno.
Il percorso dello Jakobsweg segue dove possibile quello delle piste ciclabili, staccandosi a volte per raggiungere alcuni posti di culto che si trovano nelle vicinanze.
Il percorso è suddiviso in 6 tappe, che permettono quindi al pellegrino di affrontare questo percorso in 5 giorni. Alla fine di ogni tappa è possibile riposarsi in alberghi e ristoranti convenzionati, che espongono il simbolo di San Giacomo; qui sarà inoltre possibile approfondire le conoscenze sul percorso e sul santo.

## La Credenziale
La Credenziale dà l'opportunità di avere delle agevolazioni economiche per i pellegrini, per i pasti e per il dormire. La Credenziale si richiede alla sede di Perugia della Confraternita di San Jacopo o alle sue sedi di Trento e Innsbruck.

## Le sei tappe

### 1. Prato alla Drava - Monguelfo

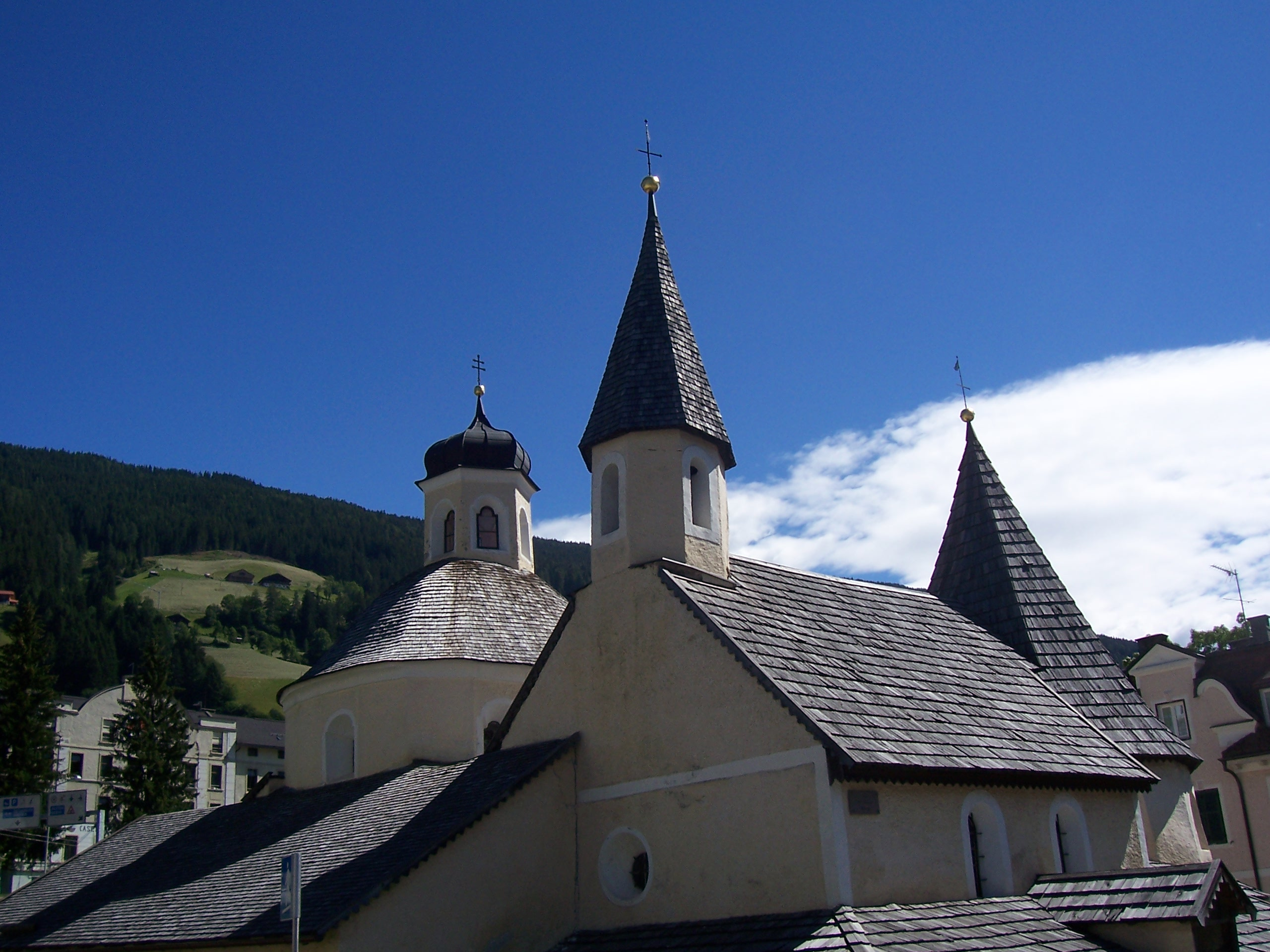
Cappelle di Altötting e del Santo Sepolcro

Questa tappa si affronta in 4 ore, per una distanza di 25,1 km, con un dislivello di 371 m in salita e 397 m in discesa.
Da Prato alla Drava, ci si dirige a Versciaco, sino ad arrivare a San Candido, dove si può visitare la sua Collegiata e il convento francescano. Da qui si può risalire sino a Dobbiaco, incontrando le sorgenti del fiume Drava. A Dobbiaco, oltre alla sua chiesa parrocchiale si può visitare la via Crucis più antica del Tirolo e il Santuario di Santa Maria.
Da Dobbiaco si discende a Villabassa, incontrando i bagni “Bad Maistatt”, utilizzati anche da Massimiliano I Imperatore e dal compositore Gustav Mahler. Qui è possibile visitare la cappella della Trinità.
Da Villabassa in poco si raggiunge Monguelfo, dove all'interno della parrocchia si possono ammirare bei dipinti dello stesso autore che dipinse nel duomo di Bressanone, Paul Troger, oltre che altri dipinti di Michael Pacher.

### 2. Monguelfo - Brunico

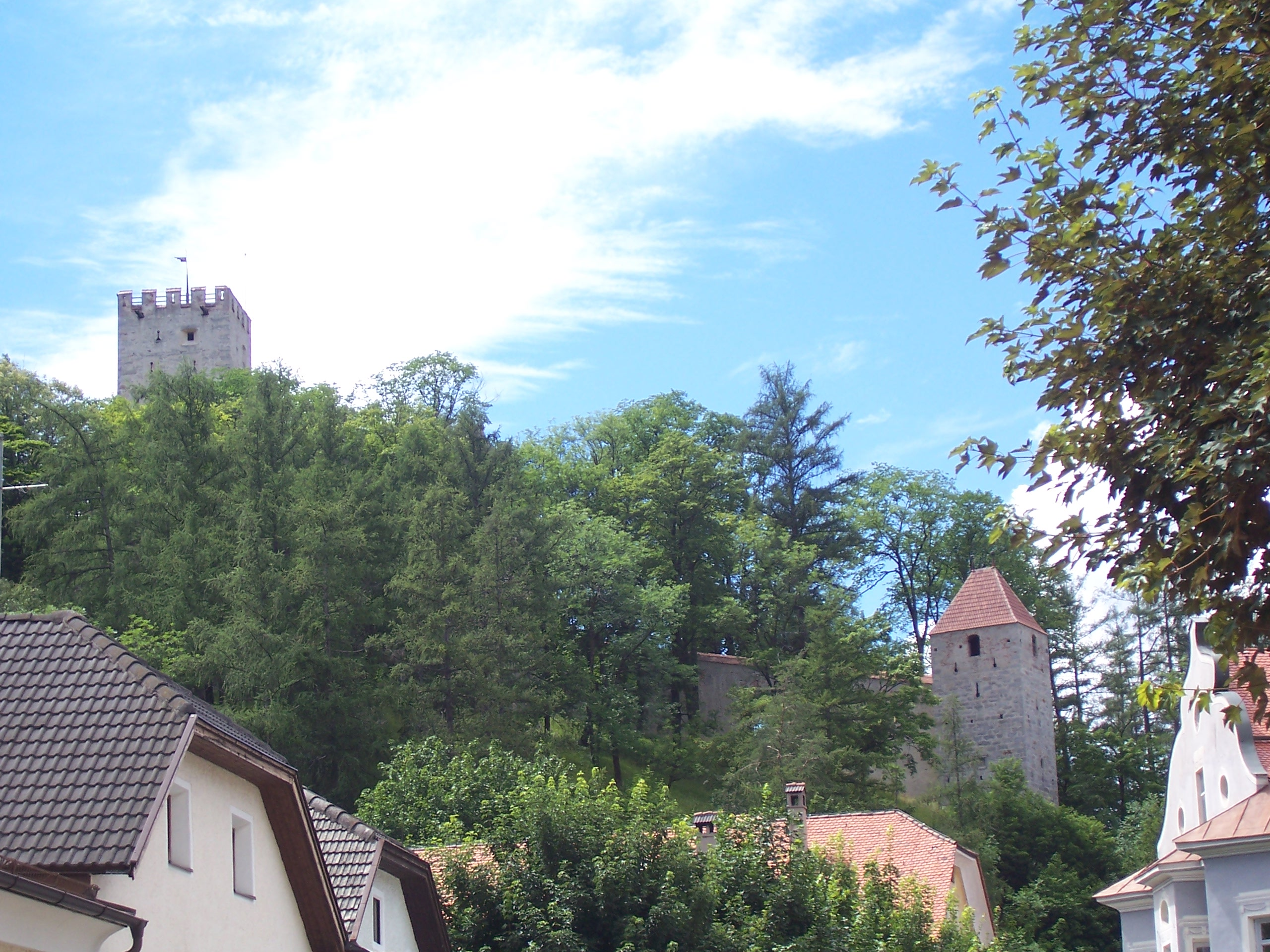
Il Castello di Brunico dal sagrato della parrocchiale di Maria Assunta

Questa tappa si affronta in 4,5 ore, per una distanza di 25,2 km, con un dislivello di 338 m in salita e 585 m in discesa.
Da Monguelfo, passando accanto alla diga di Valdaora, si giunge a Valdaora, che si scompone in tre centri abitati, posti uno di seguito all'altro. A Valdaora di mezzo (Mitterolang) si può ammirare la chiesa di Sant'Egidio, mentre a Nasen nei pressi di Valdaora di sotto (Niederolang), si può visitare una chiesa dedicata al santo del cammino, la chiesa di San Giacomo, del XV secolo.
Nel caso di voglia visitare Tesido, conviene salire da Monguelfo prima di portarsi a Valdaora, e da qui si può prendere una deviazione che in salita porta a Tesido (1400 m), dove si può ammirare la chiesa di San Giorgio. Da qui si ritorna al sentiero originale, ridiscendendo a Rasun, e passando per Nove Case (Neunhäusern), ritorna a Nasen.
Un'altra visita la si può fare al Castello di Brunico, prendendo il sentiero 3A. Dopo di che si giunge direttamente nel centro di Brunico.
La città di Brunico fu fondata dal vescovo Bruno di Bressanone nel XIII secolo. La città ha un aspetto di città fortificata, infatti ha il suo castello posto in cima ad una collina, ed il centro storico che è racchiuso da una cinta muraria, con quattro porte per l'accesso.

### 3. Brunico - Vandoies di sotto

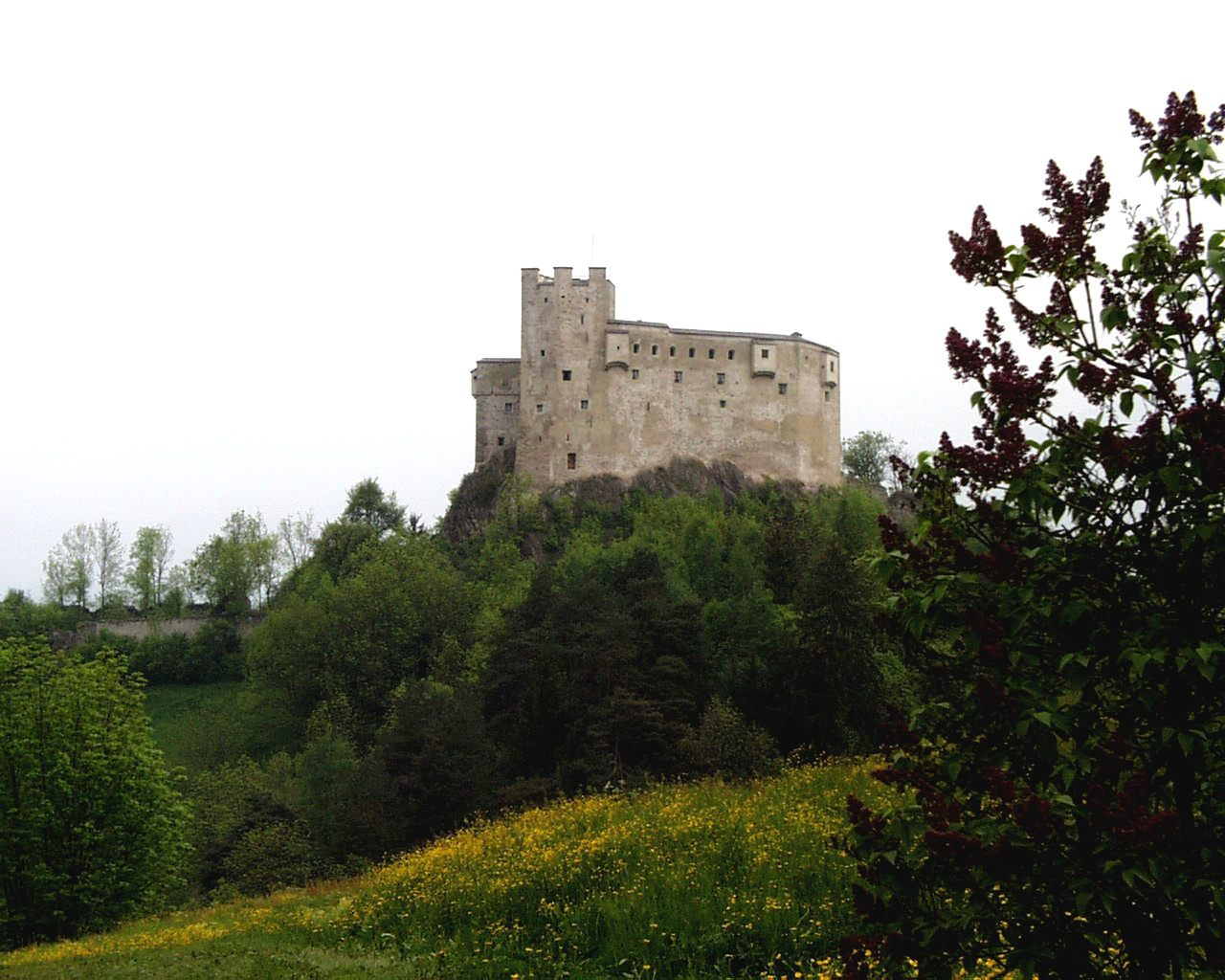
Il castello di san Michele nei pressi di San Lorenzo di Sebato

Questa tappa si affronta in 4,5 ore, per una distanza di 19,3 km, con un dislivello di 535 m in salita e 610 m in discesa.
Da Brunico si scende verso Casteldarne e Chienes, potendo ammirare lungo il cammino la chiesa di San Nicolò a Stegona il Castel Badia e una la Via Crucis del 1470.
A Casteldarne è da ammirare il dipinto della “Madonna del grano” (originario della metà del XV secolo), che si trova nella cappella della Parrocchiale.
A Chienes è invece visitabile la Chiesa dei Santi Pietro e Paolo (originaria del XV secolo), dove il santo del cammino è raffigurato come "Santiago Matamoros", l'uccisore dei Mauri.
Infine la chiesa di San Giacomo a San Sigismondo, che oltre a diversi dipinti del santo, custodisce dal 1430 l'altare gotico a portelle più antico del Tirolo.
Infine si giunge a Vandoies, dove nel paese di Sopra (Obervintl) si può visitare la parrocchia tardo-gotica (del XV secolo) dedicata a San Nicolò, che fu trasformata in barocca nel 1749. Si può inoltre ammirare sulla parete esterna un affresco del XV secolo che raffigura San Cristoforo. Il paese di Sotto ha invece due chiese: la prima è la vecchia chiesa Parrocchiale, del XIV secolo, mentre la seconda è la chiesa parrocchiale in stile barocco del 1763, che sembra voler copiare il Duomo di Bressanone.

### 4. Vandoies - Novacella - Fortezza

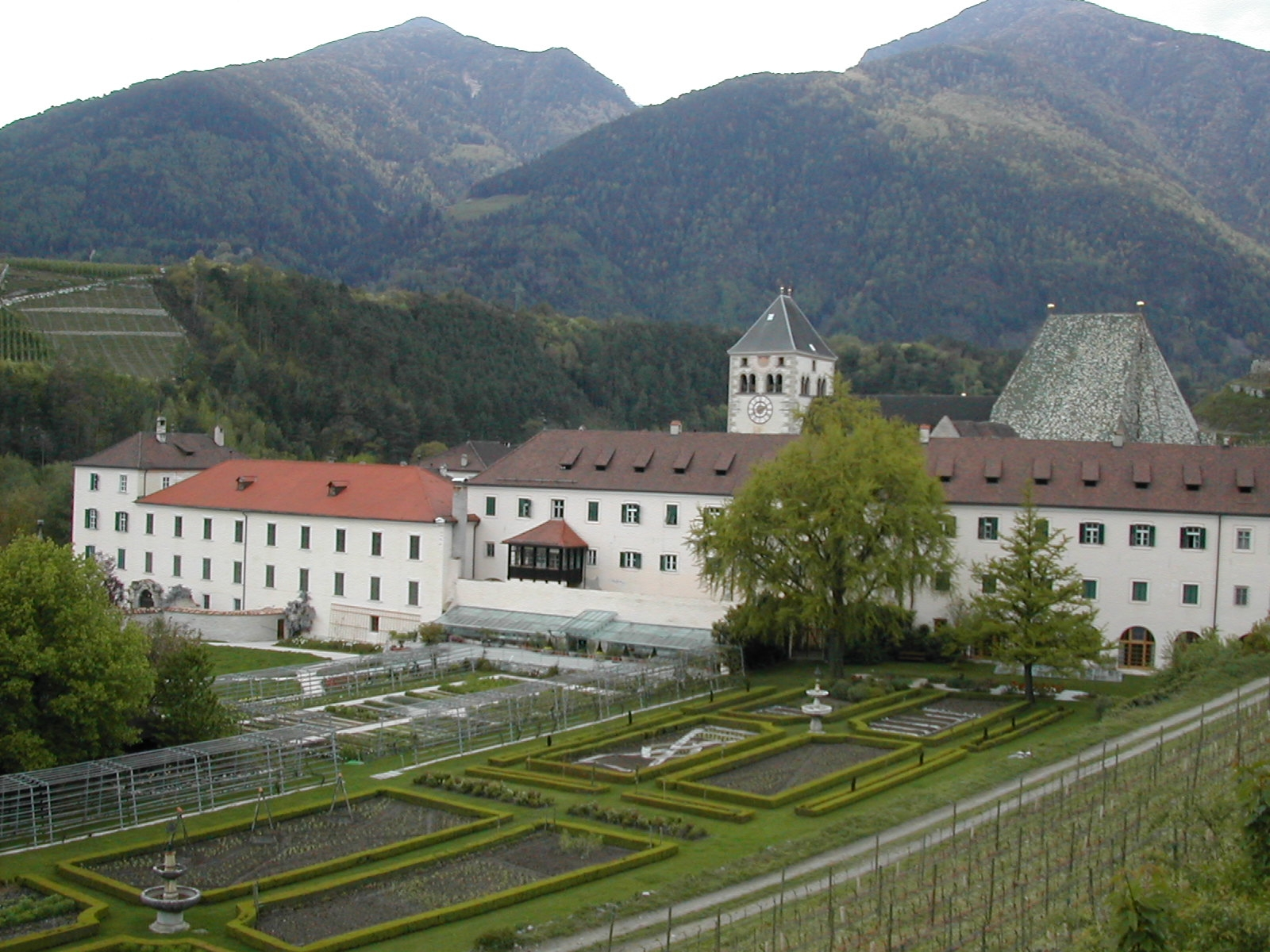
L'abbazia di Novacella

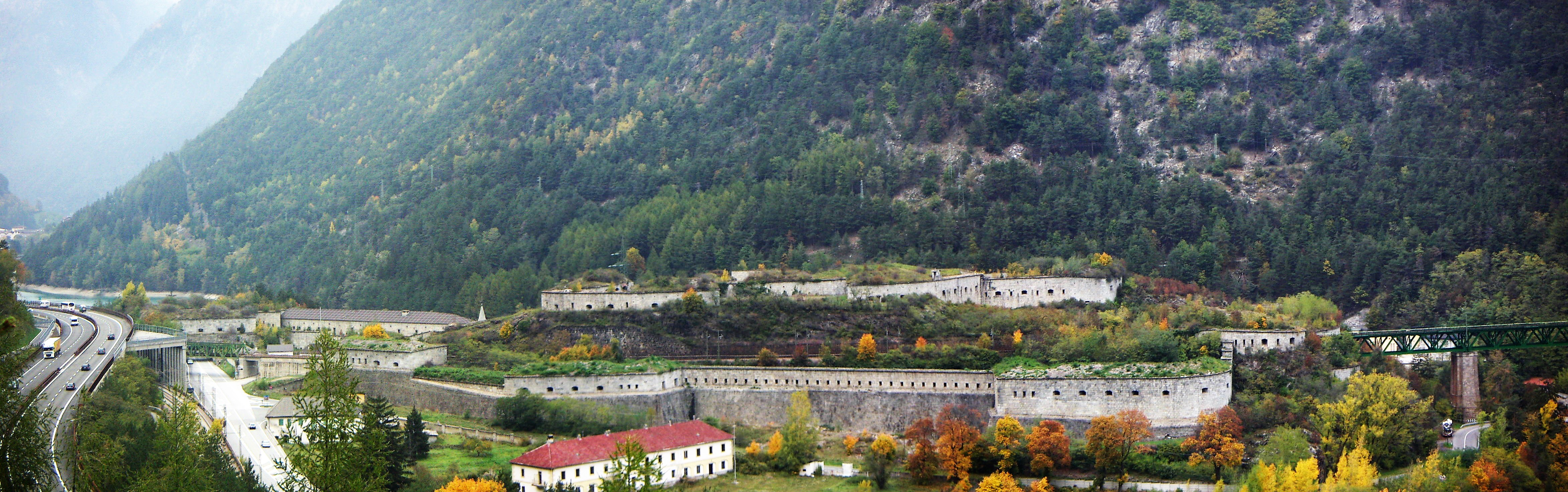
Il Forte di Fortezza

Questa tappa si affronta in 5 ore, per una distanza di 16,7 km, con un dislivello di 478 m in salita e 497 m in discesa.
Da Vandoies in breve si raggiunge Rio di Pusteria, incontrando sulla strada la Chiusa di Rio Pusteria, antica fortificazione del 1472 con funzione di dogana. La Chiusa è stata testimone di una cruenta battaglia nel 1809, dove si combatté per la liberazione del Tirolo.
Presso il paese di Rio di Pusteria è possibile visitare la chiesa parrocchiale gotica di Sant'Elena.
Da qui è possibile decidere se scendere a Novacella ed eventualmente a Bressanone, oppure puntare direttamente a Fortezza, per proseguire per il passo del Brennero.
Il consiglio è sicuramente di fermarsi ad ammirare l'abbazia di Novacella (del 1142), meta sin dall'antichità di pellegrinaggi. Altre alla bella chiesa di San Vittore, si possono visitare la cappella di San Michele, il Castel Sant'Angelo e il chiostro dell'abbazia.
Se si è deciso di scendere a Novacella, tanto vale visitare Bressanone, e la sua cattedrale, con annesso chiostro e antico cimitero.
Da Bressanone si risale a Fortezza, passando per il biotopo del lago di Varna e il maestoso Forte di Fortezza, antica fortezza austo-ungarica costruita tra il 1833 e il 1839, ma mai usata per fini bellici. Qualche centinaio di metri prima del paese di fortezza, si può ancora ammirare il lago di Fortezza.

### 5. Fortezza - Vipiteno

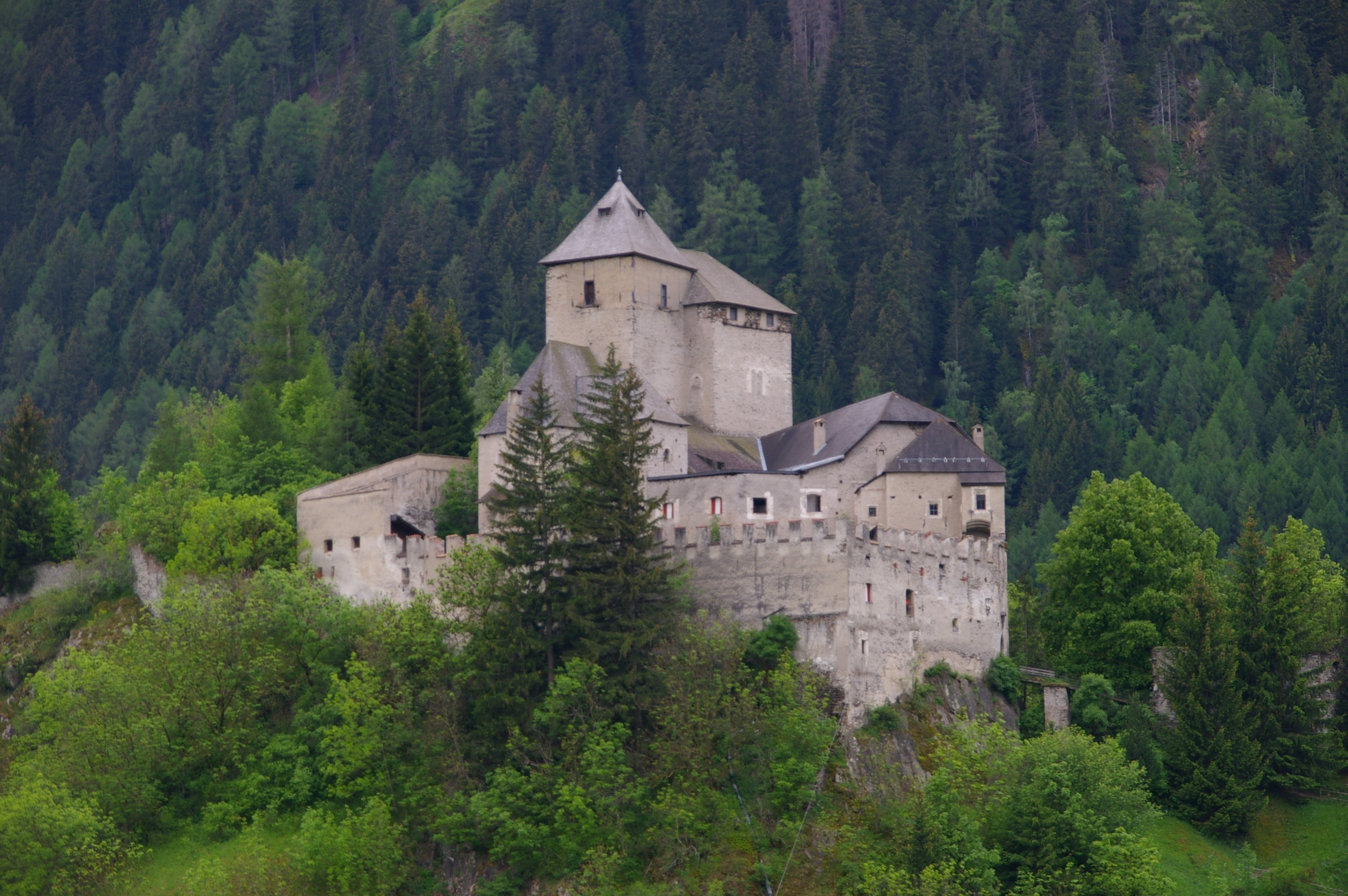
Il Castel Tasso

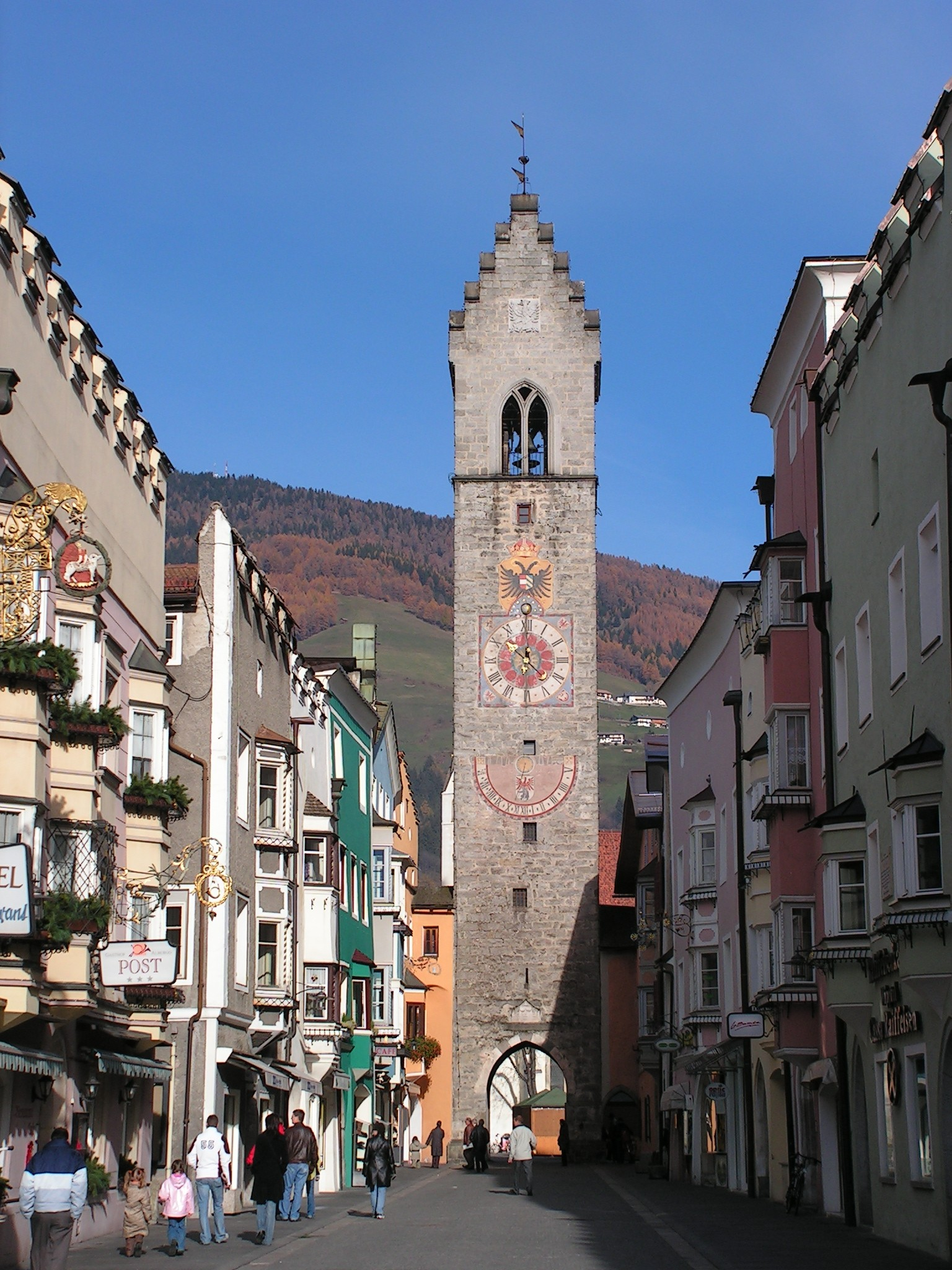
La Torre delle dodici di Vipiteno

Questa tappa si affronta in 5 ore, per una distanza di 28,5 km, con un dislivello di 656 m in salita e 442 m in discesa.
Dal paese di Fortezza si prosegue in direzione del paesino di Mezzaselva (Mittewald), percorrendo un sentiero molto poco affollato.
Più avanti, risalendo presso la frazione di Novale di Sotto (Niederried), si può andare a seguire una Via Crucis nel bosco. Se si rimane nel fondovalle, seguendo la ciclabile, si arriva alla chiesetta del vecchio Bagno “Möders”, con la sua fonte benefica di Pietro, che ha la particolarità che da ben oltre 500 anni, l'acqua che sgorga dalla fonte, defluisce girando verso destra.
Proseguendo si arriva alla chiesa parrocchiale gotica di San Pietro di Stilves (Stilfes). Infine, cambiando lato della valle è possibile fermarsi al secondo luogo più importante di pellegrinaggio in Alto Adige (dopo Pietralba): “Maria Trens”, presso Campo di Trens, con una navata del 1498.
Qui ci si trova nell'antica palude di Vipiteno, accanto all'aeroporto, e ammirando a sinistra il Castel Tasso, castello dell'Ordine Teutonico, mentre a destra e visibile il Castel Pietra.
Attraversiamo la strada che scende dal passo Pennes e la strada che scende dalla Val Ridanna, si arriva al paese di Tunes (Thuins), con la sua chiesa dedicata a San Giacomo. Da qui in poco tempo si arriva a Vipiteno, che fu anche sede di una congregazione di San Giacomo, infatti qui si possono trovare diversi ospizi.
Da visitare è senz'altro anche la parrocchia di Vipiteno, con la sua torre. Una curiosità la si trova nello stemma della città, dove è raffigurata una leggendaria figura dello “Sterzl”, ovvero un pellegrino devoto con rosario che si regge su stampelle. Secondo una leggenda fu probabilmente lui a dare il nome alla città, che in lingua tedesca si chiama Sterzing.

### 6. Vipiteno - Brennero

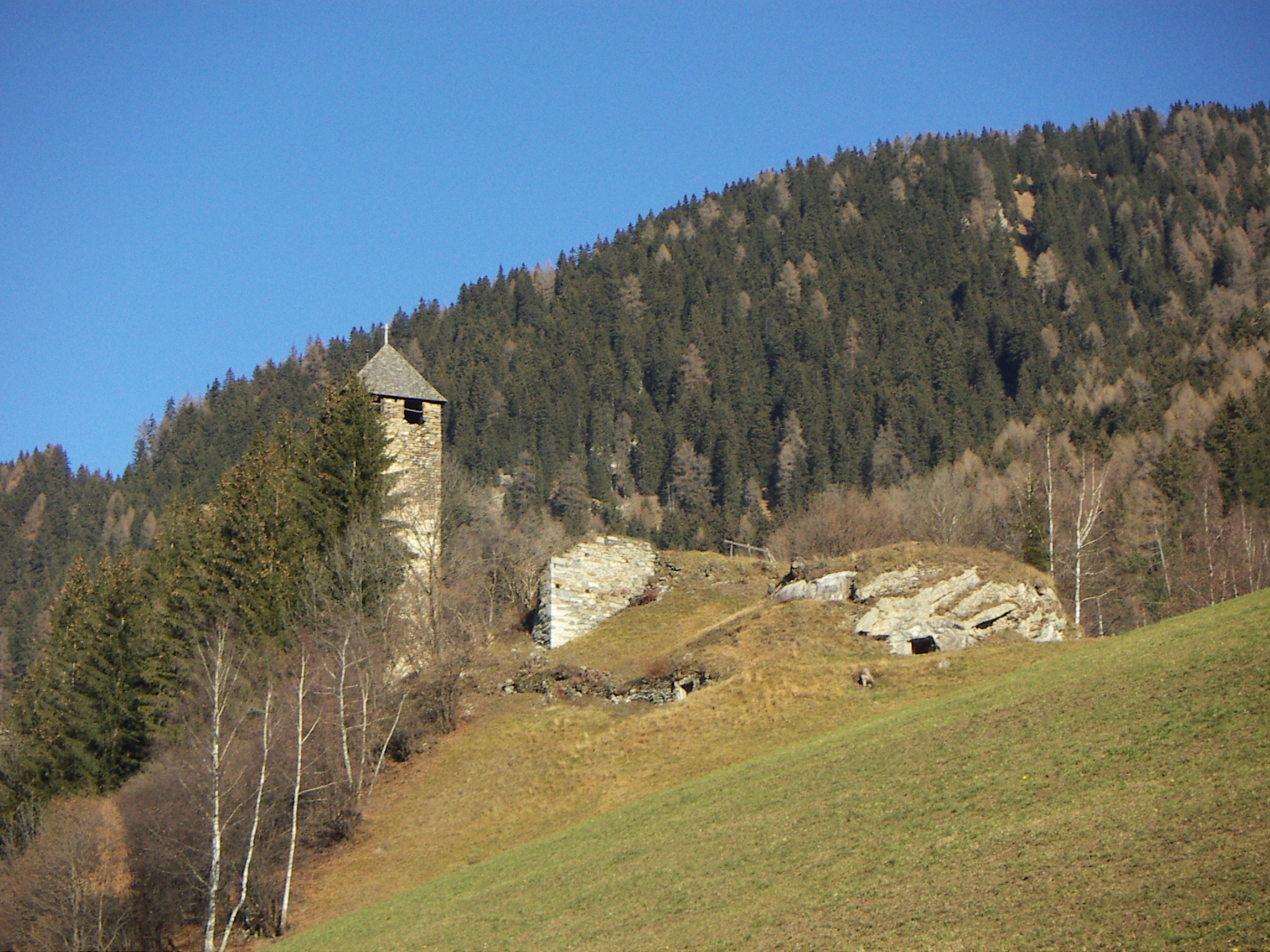
Il castello della Strada

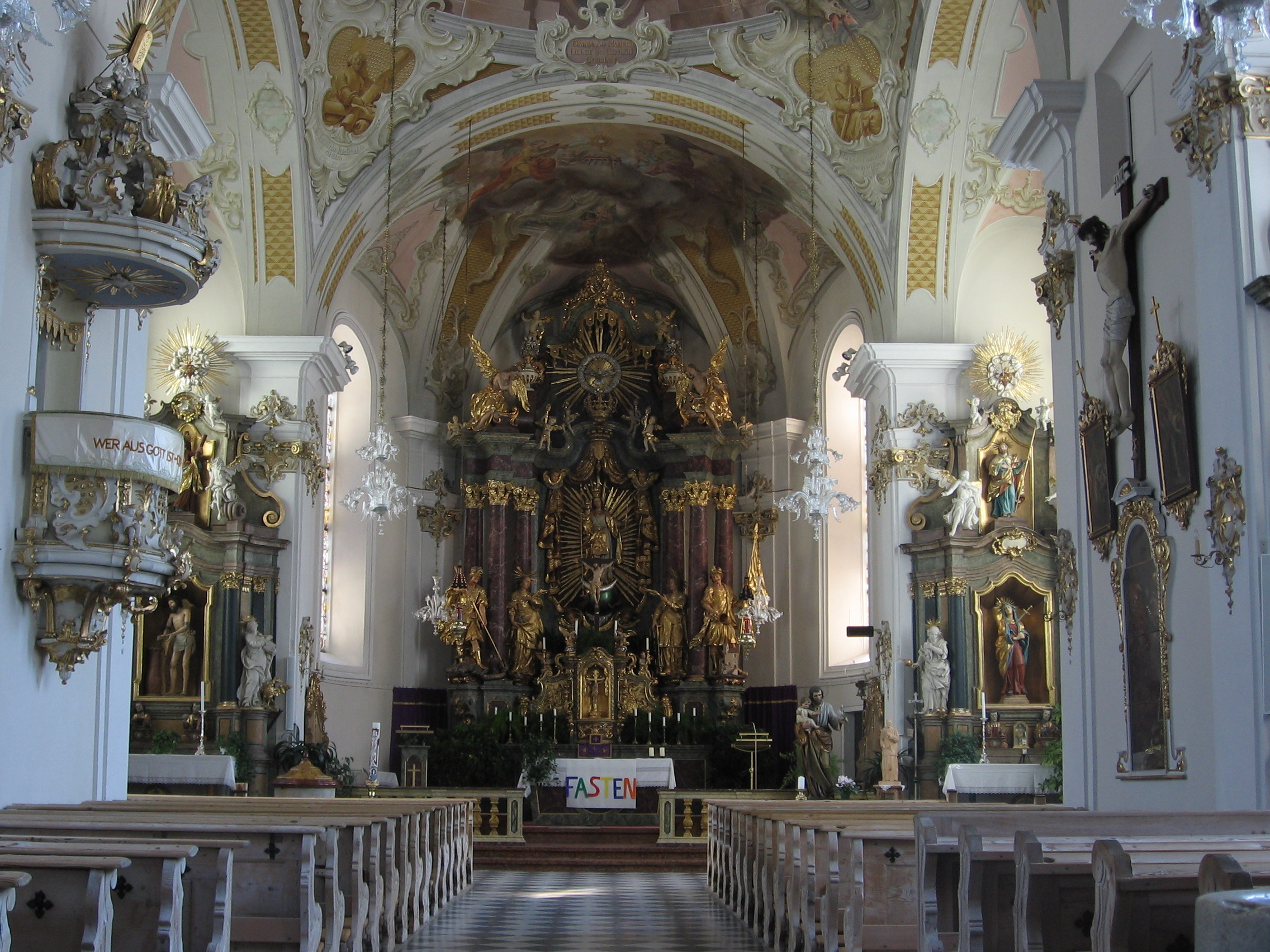
L'interno della chiesa parrocchiale di Colle Isarco

Quest'ultima tappa si affronta in 4,5 ore, per una distanza di 16,1 km, con un dislivello di 612 m in salita e 201 m in discesa.
Da Vipiteno, ci si dirige sempre più a nord, passando per Novale di Sotto (Niederried) e di Sopra (Oberried), ammirando le antiche rovine del Castello della Strada (Strassberg), una fortificazione medievale costruita per il controllo del traffico lungo la via che passa per il Brennero.
Da qui in breve si arriva a Colle Isarco, un antico paese di minatori, dove si può visitare la chiesa Parrocchiale e la cappella di Santa Barbara (del 1510).
Da qui si risale, seguendo anche in parte vecchi tracciati della ferrovia, si passa per la località Terme del Brennero, e passata questa, si incontra sulla sinistra un bunker dello sbarramento Brennero (appartenente al Vallo Alpino in Alto Adige), che è stata recentemente riutilizzata come installazione di arte moderna, e gli è stato dato il titolo 84 scalini.
In breve si raggiunge il paese del Brennero, che con il suo passo del Brennero è stato nel corso della storia antica e moderna, un luogo di incontro o solamente di passaggio per pellegrini, commercianti, soldati, papi, re, imperatori e turisti.
La chiesa parrocchiale tardo-gotica, risalente al XIV secolo, è dedicata a San Valentino, un santo di origine retica, pellegrino e patrono della salute.
Qui al Brennero si conclude lo Jakobsweg, ma si può sempre proseguire il percorso nel Tirolo del Nord.